# 空气板牙
《空气板牙》（英語：Air Mater）是2011年皮克斯动画工作室加拿大分公司制作的一部动画短片，也是《拖線狂想曲》系列短片的第10集，该短片随《赛车总动员2》（英語：Cars2）的DVD及Blu-ray Disc于2011年11月1日发行。在此片中，拖線继续讲述自己疯狂的往事。该片是皮克斯动画工作室加拿大分公司制作出品的第一部作品。此短片也引申了飛機總動員的製作。